# Meda (Itàlia)
Meda és un municipi italià, situat a la regió de Llombardia i a la província de Monza i Brianza. L'any 2008 tenia 23.001 habitants.